# Pragmatická sankce (1830)

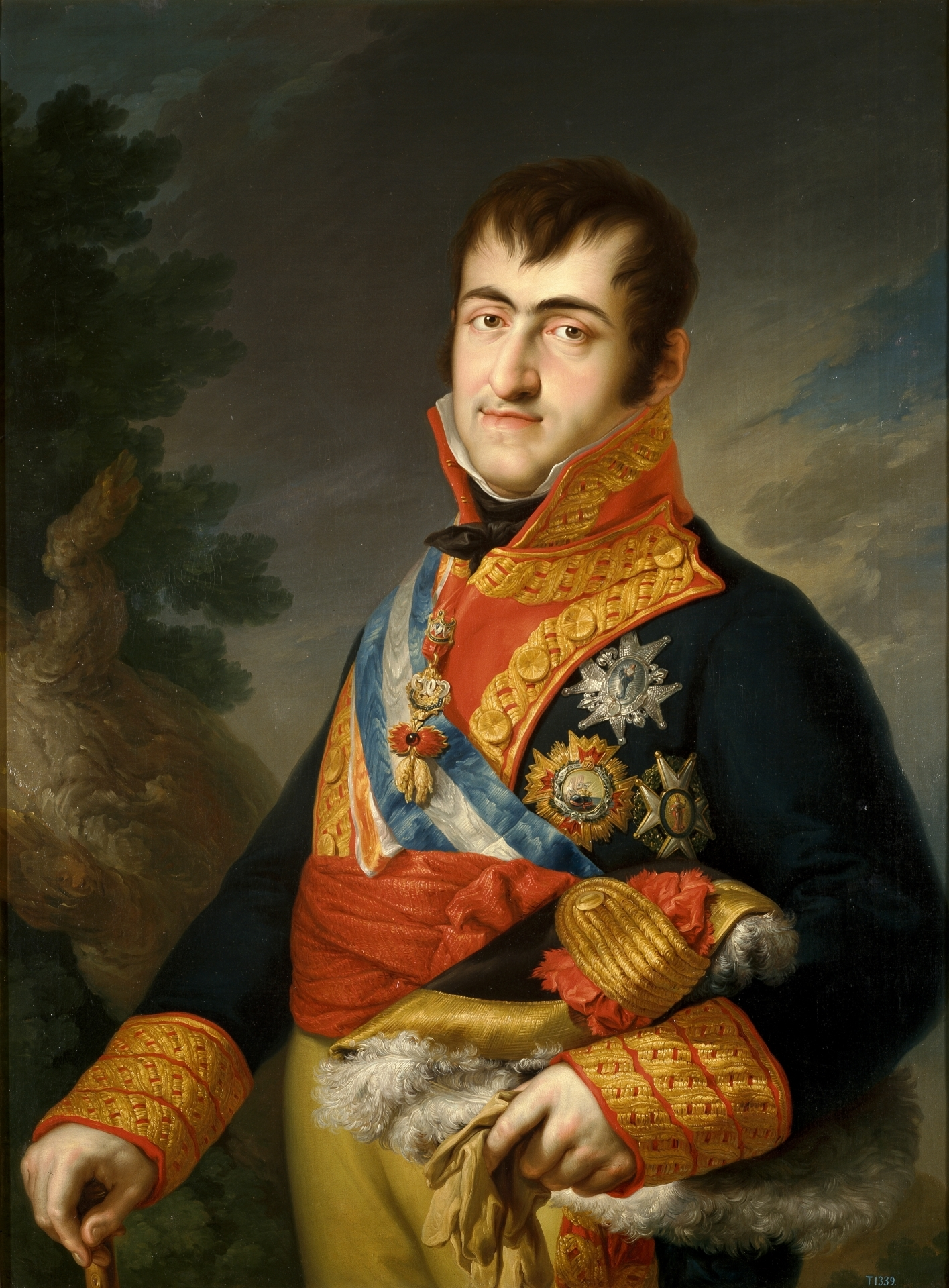
Portrét španělského krále Ferdinanda VII. v uniformě generálního kapitána španělské armády od malíře Vicenta Lópeze

Pragmatická sankce (Pragmatica Sanción) byl dokument vydaný králem Ferdinandem VII. 29. března 1830, který upravoval nástupnictví na španělský trůn pro ženy. Od časů Filipa V. se nástupnictví na španělském trůnu řídilo salickým zákonem, který ženy z dědictví vylučoval. Podle nového nařízení mělo mít na trůn nárok i ženské potomstvo panovníka, což se záhy projevilo v praxi. Půl roku po vyhlášení Pragmatické sankce se Ferdinand VII. dočkal narození dcery Isabely (pozdější královny Isabely II.). Tím přišel o nástupnictví králův mladší bratr Karel. Po Ferdinandově smrti (1833) nastalo období tzv. karlistických válek - bojů o trůn mezi „isabelisty“ a „karlisty“. Tento rozkol poznamenal španělské dějiny na celé jedno století.